# Janowo (powiat kartuski)
Janowo (kaszub. Janowò) – wieś w Polsce, położona w województwie pomorskim, w powiecie kartuskim, w gminie Sierakowice.
Wchodzi w skład sołectwa Sierakowska Huta.
W latach 1975–1998 Janowo administracyjnie należało do województwa gdańskiego.
Przed 2023 r. miejscowość była częścią wsi Sierakowska Huta.